# Навозник золотистый
Навозник золотистый (лат. Phelotrupes (Chromogeotrupes) auratus) — жук-навозник из подсемейства настоящих навозников.

## Описание
Жук с длиной тела 15—21 мм. Тело продолговато-овальное. Наличник угловидно вытянут вперёд. Верхние челюсти и верхняя губа хорошо видны при взгляде на голову жука сверху. Продольная бороздка на переднеспинке хорошо выражена. У самца передние голени имеют несколько зубцов, незначительно отличающихся друг от друга по длине. Надкрылья с более или менее сильно развитыми бороздками. Окраска жуков яркая и c сильным металлическим блеском: золотисто-зелёная или фиолетово-пурпурная. Усики 11-сегментные с 3-сегментной булавой; все сегменты являются опушёнными.

### Личинка
Личинка сходна по своему строению с личинками прочих пластинчатоусых — C-образно изогнутая, толстая, белого или желтоватого цвета. Головная капсула сильно склеротизирована, окрашена в коричневый или тёмно-коричневый цвет. Усики трёхсегментные. Лобный шов отсутствует.

## Биология
Жуки питаются навозом животных, плодовыми телами грибов или лесной подстилкой. Часть своей жизни, как и другие виды семейства, жуки проводят в своих норах, которые располагаются под помётом животных. Генерация, как правило, одногодичная. Яйца откладываются самками непосредственно в ячейки нор с запасом пищи для личинок. Взрослые жуки не проявляют особой заботы о своих личинках, они только оставляют им запас пищи в вырытой норке и затем покидают её.

## Ареал
Россия (Южное Приморье, остров Полонского, Кунашир, Итуруп, Монерон и юг Сахалина), Корея (Хамгён-Намдо, Хамгён-Пукто, Пхёнан-Намдо, Пхеньян, Канвондо, Кэсон), Япония (Хоккайдо, Хонсю, Сикоку, Кюсю, Цусима, Яку), северо-восточный Китай (Хэйлунцзян, Цзилинь, Цзянсу, Чжэцзян, Юньнань, Синьцзян).